# Konglomerat (företag)
För andra betydelser, se Konglomerat.
Konglomerat är en grupp av företag med sinsemellan olika verksamheter. Denna företagsidé spred sig till Europa från USA efter andra världskriget. Fördelarna ansågs ligga i att företagets långsiktiga lönsamhet skulle öka genom riskspridning till olika affärsområden. 
Ofta ledde dock konglomereringen till att de administrativa kostnaderna ökade. Konglomeratens ledningar hade dessutom sällan kompetensen att hantera ett flertal företag inom olika branscher. De konglomerat som börsnoterades värderades regelmässigt lägre än det samlade marknadsvärdet av dotterbolagen, vilket indikerade att aktiemarknaden inte trodde på själva idén med att skapa dylika företagsgrupper. Den riskspridning konglomeratet syftade till kunde lika gärna uppnås av den enskilda investeraren i dennes egen aktieportfölj. Sedan 1970-talet har därför många konglomerat splittrats upp, och de flesta företag har istället fokuserat på att skapa konkurrensfördelar genom sin kärnaffär. Flera av de kvarvarande konglomeraten omvandlades till rena investmentbolag som inte hade ambitionen att utöva detaljstyrning i de ägda/delägda portföljbolagen. Fram till 1970-talet byggdes en del konglomerat upp i Sverige för att undvika arvsskatt på förmögenheter. Om en företagsgrundare avled utan att en ordentlig skatteplanering eller utlandsflytt genomförts, måste företaget säljas fort för att betala arvsskatt och reavinstskatt, varvid många mellanstora företag köptes billigt av storföretag, dock oftast hyftat branschnära.
Ett konglomerat kan även vara när ett antal stadsstater eller dylikt arbetar tillsammans för att till exempel uppnå ett handelsmonopol eller helt enkelt bilda en sorts handelskonfederation. 
Ett påtagligt exempel på konglomerat är den kommunala verksamheten uppdelad i flera förvaltningar med vitt skilda uppdrag.

## Exempel
Företag som klassificerar sig som konglomerat är bland andra:
- Belneftechim, vitryskt konglomerat
- Berkshire Hathaway, Inc.
- Cargill, Inc.
- General Electric Company
- Honeywell International, Inc.
- Hyundai
- Koch Industries, Inc., amerikanskt industriell konglomerat
- LG-gruppen, sydkoreanskt konglomerat
- Orkla Group, norskt industrikonglomerat
- Siemens AG, tyskt industrikonglomerat
- Sony Corporation
- Teqnion AB, svenskt konglomerat
- Virgin Group Ltd.
- Vivendi SA
- Yamaha Corporation, japanskt konglomerat
- Zaibatsu, japanskt konglomerat